# 1968年十胜近海地震
1968年十胜近海地震（日語：1968年十勝沖地震）是指1968年5月16日上午9點48分（日本時間）发生于日本的一场地震。该次地震震中位于，震级为Mj 7.9级（Mw 8.3级）, 最大震度5（日本氣象廳震度等級）。生了山崩, 火災等。出現海嘯。52人死亡。

## 震度
下表列出了震度达到5的市町村。
| 震度 | 都道府县 | 市区町村                      |
| ---- | -------- | ----------------------------- |
| 5    | 北海道   | 函館市 苫小牧市 浦河町 廣尾町 |
| 5    | 青森县   | 青森市 八戸市 陸奥市          |
| 5    | 岩手县   | 盛岡市                        |

## 傷亡
- 52人罹難
- 330人受伤